# Ponta do Sol (udde i Kap Verde, Boa Vista)
Ponta do Sol är en udde i Kap Verde.   Den ligger i kommunen Boa Vista, i den östra delen av landet, 160 km norr om huvudstaden Praia.
Terrängen inåt land är platt. Havet är nära Ponta do Sol åt nordväst. Runt Ponta do Sol är det mycket glesbefolkat, med 7 invånare per kvadratkilometer.. Närmaste större samhälle är Vila de Sal Rei, 5,5 km söder om Ponta do Sol. 
Trakten runt Ponta do Sol är ofruktbar med lite eller ingen växtlighet.